# Alekszandr Vlagyimirovics Ivanyickij
Alekszandr Vlagyimirovics Ivanyickij, oroszul: Александр Владимирович Иваницкий (Jarovaja, 1937. október 8. – Vejna folyó, Moszkvai terület, 2020. július 22.) olimpiai bajnok szovjet-orosz birkózó.

## Pályafutása
Az 1964-es tokiói olimpián szabadfogás nehézsúlyban aranyérmet nyert. 1962 és 1966 között a világbajnokságokon négy aranyérmet szerzett.

## Halála
2020. július 22-én elment egy Moszkva környéki erdőbe gombát szedni, de nem tért haza. Két nap múlva, 24-én találták meg a holttestét a Vejna folyónál, ahol az átkelés során vízbe fulladt.

## Sikerei, díjai
- Olimpiai játékok – szabadfogás, nehézsúly, 97+ kg
  - aranyérmes: 1964, Tokió
- Világbajnokság – szabadfogás, nehézsúly, 97+ kg
  - aranyérmes (4): 1962, 1963, 1965, 1966